# 천연가스

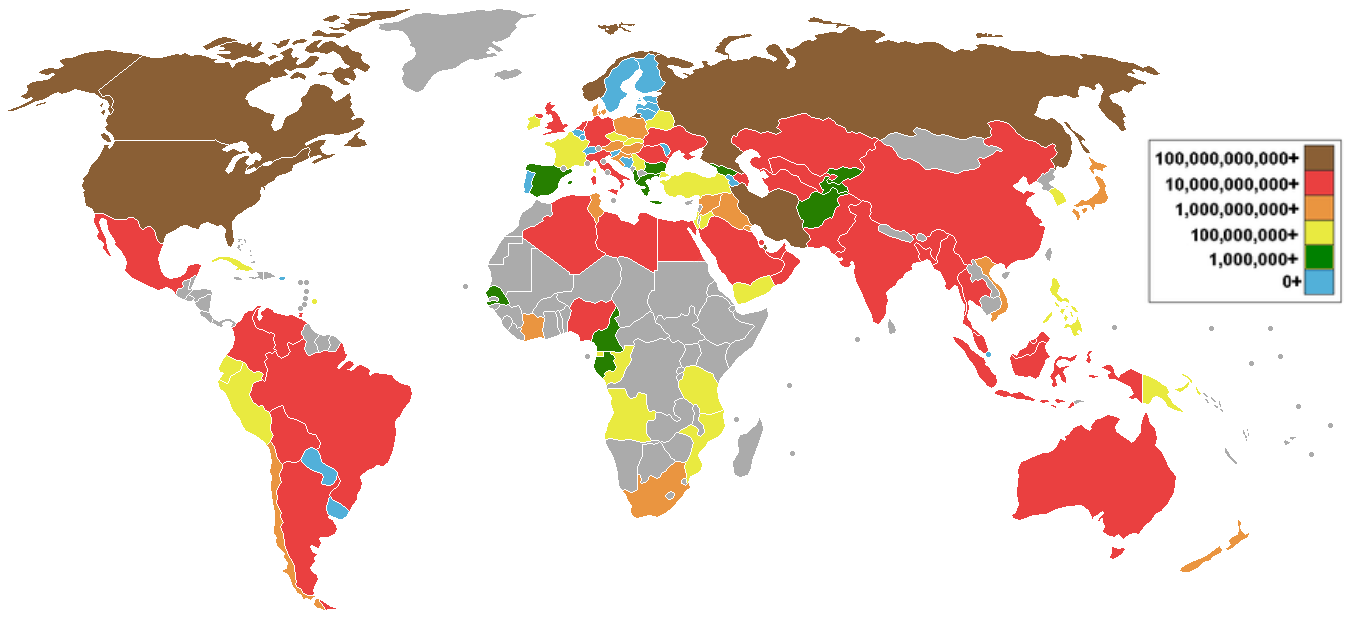
국가별 천연 가스 생산량 (갈색과 빨강이 가장 많은 생산을 하는 나라를 뜻하며, 대한민국은 2021년말 기준으로 거의 생산을 하지 않는다.)

천연 가스(天然 가스, 영어: natural gas, fossil gas, methane gas, gas)는 유전과 탄광 지역의 땅에서 분출되는 자연성 가스이다. 메테인이 주를 이루며 에테인, 프로페인 등의 고분자량 탄화수소 및 불순물을 포함한다. 

## 개요
다양한 소량의 다른 고급 알칸 외에도 주로 메테인으로 구성된 기체 탄화수소의 자연 발생 혼합물이다. 이산화 탄소, 질소, 황화 수소 및 헬륨과 같은 낮은 수준의 미량 가스도 일반적으로 존재한다. 메탄은 무색, 무취이므로 천연가스 공급에 일반적으로 머캅탄(유황이나 썩은 달걀 냄새와 유사)과 같은 방향제를 첨가하여 누출을 쉽게 감지할 수 있다.
천연 가스는 유기물(주로 해양 미생물)층이 혐기성 조건에서 분해되고, 수백만 년에 걸쳐 지하에서 강렬한 열과 압력을 받을 때 형성되는 화석연료 및 재생 불가능한 자원이다. 부패한 유기체가 원래 광합성을 통해 태양으로부터 얻은 에너지를 메탄 및 기타 탄화수소 분자 내에 화학 에너지로 저장된다.
천연 가스는 난방, 요리 및 발전을 위해 태울 수 있다. 또한 플라스틱 및 기타 상업적으로 중요한 유기 화학 물질의 제조에서 화학 공급 원료로 사용되며 차량 연료로는 덜 일반적으로 사용된다.
천연 가스의 추출 및 소비는 기후 변화의 주요 원인이며 점점 더 커지고 있다. 가스 자체(특히 메탄)와 천연가스가 연소될 때 방출되는 이산화탄소는 모두 온실 기체이다. 열이나 전기로 태울 때 천연 가스는 다른 화석 및 바이오매스 연료에 비해 독성 대기 오염 물질, 이산화탄소 및 미립자 물질을 거의 배출하지 않는다. 그러나 공급망 전반에 걸친 가스 배출 및 의도하지 않은 비산 배출로 인해 천연 가스는 전반적으로 다른 화석 연료와 유사한 탄소 발자국을 가질 수 있다.
천연 가스는 종종 석탄 및 석유와 같은 다른 화석 연료와 함께 지하 지층에서 발견될 수 있다. 대부분의 천연 가스는 생물학적 또는 열 발생 과정을 통해 생성된다. 바이오제닉 가스는 습지, 습지, 매립지 및 얕은 퇴적물의 메탄 생성 유기체가 혐기성으로 분해되지만 고온과 압력에 노출되지 않을 때 형성된다. 열발생 가스는 형성하는 데 훨씬 더 오랜 시간이 걸리며 유기물이 지하 깊숙한 곳에서 가열되고 압축될 때 생성된다.
석유 생산 과정에서 천연 가스는 수집되어 사용되기보다는 때때로 연소시킨다. 천연 가스를 연료로 태우거나 제조 공정에 사용하기 전에 거의 항상 물과 같은 불순물을 제거하기 위해 처리해야 한다. 이 가공의 부산물에는 에테인, 프로페인, 뷰테인, 펜탄 및 고분자량 탄화수소가 포함된다. 황화수소(순수한 황으로 전환될 수 있음), 이산화탄소, 수증기, 때로는 헬륨과 질소도 제거해야 한다.
천연 가스는 특히 석유, 석탄 또는 재생 에너지와 같은 다른 에너지원과 비교할 때 비공식적으로 단순히 "가스"라고 한다. 그러나 휘발유와 혼동해서는 안되며, 특히 북미에서는 구어체 사용이 "가스"로 단축되는 경우가 많다.
천연 가스는 표준 입방 미터 또는 표준 입방 피트로 측정한다. 공기와 비교한 밀도는 0.58(표준 입방 미터당 16.8g/몰, 0.71kg)에서 0.79(22.9g/몰, scm당 0.97kg)이지만 일반적으로 0.64(18.5g/몰, scm당 0.78kg) 미만이다. 비교를 위해 순수 메탄(16.0425g/mole)의 밀도는 공기(표준 입방 미터당 0.5539kg)의 0.678배이다.

## 역사
고대 그리스에서, 키메라 산의 가스 불꽃은 불을 내뿜는 생명체 키메라의 전설에 기여했다. 고대 중국에서, 염수를 위한 시추에서 나온 가스는 기원전 400년경에 처음 사용되었다. 중국인들은 땅에서 스며든 가스를 대나무의 조잡한 파이프라인에서 쓰촨의 질류징 지역에서 소금을 추출하기 위해 소금물을 끓이는 데 사용했다. 아메리카 대륙에서 천연 가스의 발견과 확인은 1626년에 일어났다. 
최초의 상업화된 천연 가스는 1785년경 영국에서 발생했는데, 석탄에서 생산된 천연 가스가 집과 거리를 밝히는 데 사용되었다. 1821년, 윌리엄 하트는 미국 뉴욕의 프레도니아에서 최초의 천연 가스전을 성공적으로 파냈고, 이것은 1858년 프레도니아 가스 라이트 회사의 설립으로 이어졌다. 필라델피아 시는 1836년에 최초로 지방자치단체가 소유한 천연 가스 유통회사를 설립했다.

## 장단점

### 장점
천연가스의 장점은 다음과 같다.
1. 연소 시 매연이나 미립자(PM：Particulate Matters)를 거의 생성하지 않는다.
2. 이산화 탄소 배출량이 아주 적다(평균적으로 40~50% 정도이다).
3. 질소산화물이 적게 생성된다.
4. 오존을 생성하는 탄화수소에서의 점유율이 낮다.
5. 디젤기관에서 보다는 소음이 적다.
6. 옥탄가가 높다(RON 135).
7. 천연가스로부터 직접 얻는다. 비용이 많이 드는 정제과정을 필요로 하지 않는다. 따라서 생산공정에서도 CO₂를 적게 배출한다. → 온실가스 감소 효과
8. 공기(평균 분자 29)누설 시 대기 중으로 쉽게 확산되므로 안전성이 높다.
9. 최근 천연가스 액화 기술이 발전하여 운송과 보관이 안전하다.
10. 매장량이 풍부하다. 전 세계적으로 약 100년 정도 사용할 수 있을 것으로 예측하고 있다.

### 단점
천연가스의 단점은 다음과 같다.
1. 출력이 낮다. 혼합기 발열량이 휘발유나 경유에 비해 크게 낮다. 가솔린기관에 비해 하이브리드 기관(휘발유와 압축천연가스로 운전)에서는 약 15%까지, 압축천연가스로만 운전되는 기관에서는 약 12% 정도까지 출력이 낮다.
2. 1회 충전에 의한 주행거리가 짧다.
3. 가스탱크의 내압(약 400~500bar)이 높고, 또 큰 설치공간을 필요로 한다.
4. 현재로서는 충전소 인프라가 부실하다.
5. 액화 기술이 발전했으나 아직까지 기체 상태로 운반하는 경우가 많기에 누출이 되는 경우도 종종 있다.

## 같이 보기
- 천연가스 소비량에 따른 나라 목록
- 천연가스 수입량에 따른 나라 목록
- 천연가스 수출량에 따른 나라 목록
- 주유소
- 이산화 탄소
- 천연 가스 자동차
- 동해-1 가스전

## 참고 문헌
- 최신자동차공학시리즈 5 - 자동차 전자제어연료분사장치(가솔린편)